# Grarda Hermina Marius

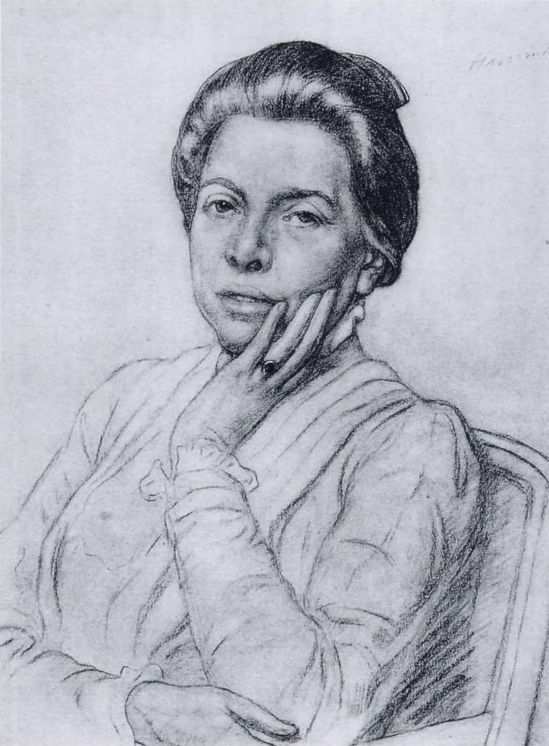
Gradra Hermina Marius, gezeichnet von H. J. Haverman

Grarda Hermina Marius (eigentlich: Gerarda Hermina Marius, auch Gerharda, Marius-Eraud; 7. Juni 1854 in Hengelo; † 8. November 1919 in Den Haag) war eine niederländische Porträt- und Stilllebenmalerin sowie Kunstkritikerin und -publizistin.

## Leben
Gerarda Hermina Marius war die Tochter von Johanna Hofker (1817–1856) und dem Hengeloer Arzt Christiaan Gerhard Frederik Marius (1810–1867). In jungen Jahren erhielt sie Mal- und Zeichenunterricht bei Jan Striening (1827–1903) in Deventer und war seit 1880 Schülerin August Allebés an der Amsterdamer Kunstakademie. Seit 1883 ließ sie sich in Den Haag als Malerin nieder
Seit 1891 schrieb sie für diverse niederländische Zeitschriften und Zeitungen über zeitgenössische Kunstschaffende und Museen in Den Haag – etwa De Nederlandsche Spectator, De Gids, De Nieuwe Gids, De Kroniek, Elseviers Illustrated Monthly Magazine sowie Unsere Kunst in Wort und Bild. Daneben schrieb sie Kunstkritiken für Het Nieuws van de Dag und Het Vaderland.
Sie schrieb über John Ruskin, Vincent van Gogh und 1903 veröffentlichte sie ihr wichtigstes Werk, eine umfangreiche Abhandlung über De Hollandsche schilderkunst in de negentiende eeuw (dt. Die niederländische Malerei im 19. Jahrhundert). das auch auf Deutsch (1906) und auf Englisch (1908) erschien.
Marius publizierte zahlreiche weitere Bücher über Kunst, darunter auch ein Kinderbuch über Rembrandt. Die Malerei gab sie auf, da sie von der schreibenden Tätigkeit leben konnte.
Eine zweite Auflage ihres Hauptwerks bereitete sie noch vor, starb jedoch vor der Fertigstellung – das Vorwort zur zweiten Auflage von De Hollandsche schilderkunst in de negentiende eeuw 1920 enthält ihren Nachruf. Die englische Version wurde 1973 neu aufgelegt.

## Publikationen (Auswahl)
- De Hollandsche schilderkunst in de negentiende eeuw. Nijhoff, Den Haag 1903.
- Jan Steen : zijn leven en zijne kunst. Meulenhoff, Amsterdam 1906.
- John Ruskin : een inleiding tot zijn werken. Nijhoff, 's-Gravenhage 1899.
- Mit Léonce Bénédite: De schilderkunst in de 19de eeuw : de beste doeken van beroemde schilders in openbare en bijzondere verzamelingen : Frankrijk, Engeland, Amerika, Nederland, België, Duitschland, Italië, Spanje, Oostenrijk, Rusland en Scandinavië : compleet in 12 afleveringen. Elsevier, Amsterdam 1910.